# Fort-Haslang-Park

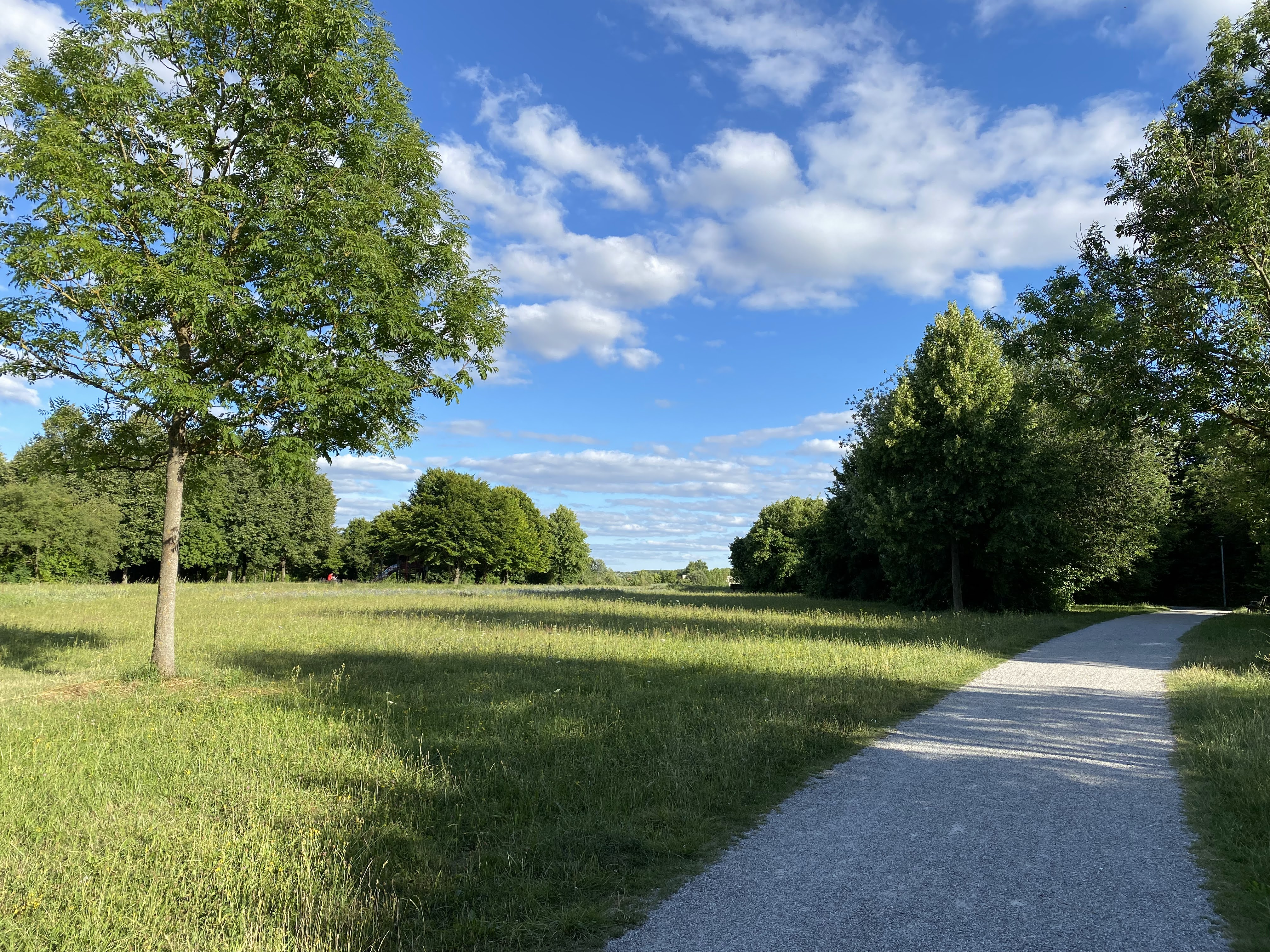
Der Fort-Haslang-Park im Juli 2022

Der Fort-Haslang-Park ist eine Parkanlage in Ingolstadt. Sie befindet sich zwischen dem Stadtbezirken Friedrichshofen-Hollerstauden und Mitte und bildet neben den Glacis einen zweiten Grüngürtel im Westen der Stadt.

## Geschichte
Unmittelbar westlich des heutigen Parks an der Haslangstraße befand sich ursprünglich ein Fort der Landesfestung Ingolstadt, dieser war Teil eines Verteidigungsringes der im Radius von zwei bis drei Kilometer um die Altstadt verlief. Das 1872 fertiggestellte Fort wurde nach dem Offizier Alexander von Haslang benannt. Im September 1945 wurde das Vorwerk Haslang von amerikanischen Pionieren gesprengt.
1994 wurde mit dem Bau des Parks begonnen, der Teil eines ca. vier Kilometer langen Grünstreifen von der Donau im Süden, über den Baggersee, dem Fort Haslang Park sowie den Sportplätzen des TV 1861 Ingolstadt mit den Baseball- und Softballfeldern der Ingolstadt Schanzer und dem Gelände der Landesgartenschau 2020 im Norden, der nur von wenigen Straßen durchzogen wird, bildet.